# Падула
Падула (італ. Padula) — муніципалітет в Італії, у регіоні Кампанія,  провінція Салерно.
Падула розташована на відстані близько 320 км на південний схід від Рима, 135 км на південний схід від Неаполя, 90 км на південний схід від Салерно.

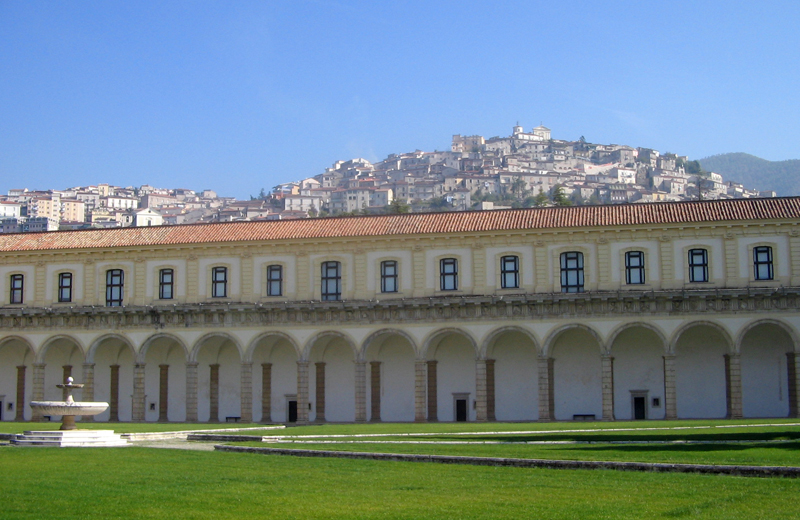

Населення — 5361 особа (2014).
Покровитель — святий Архангел Михаїл.

## Демографія
Населення за роками:

Станом на 1 січня 2023 року в муніципалітеті офіційно проживало 208 іноземців з 29 країн, серед них 88 громадян країн Євросоюзу та 9 громадян України.

## Сусідні муніципалітети
- Буонабітаколо
- Марсіко-Нуово
- Монтезано-сулла-Марчеллана
- Патерно
- Сала-Консіліна
- Сассано
- Трамутола